# Sandu Dao
Sandu Dao är en ö i Kina. Den ligger i provinsen Fujian, i den sydöstra delen av landet, omkring 76 kilometer nordost om provinshuvudstaden Fuzhou. Arean är 31 kvadratkilometer. Den sträcker sig 4,9 kilometer i nord-sydlig riktning, och 10,6 kilometer i öst-västlig riktning.
Genomsnittlig årsnederbörd är 2 105 millimeter. Den regnigaste månaden är augusti, med i genomsnitt 322 mm nederbörd, och den torraste är oktober, med 52 mm nederbörd.